# Greco-americanos
Greco-americanos é como são chamados os americanos de ascendência grega e/ou de dupla cidadania. A expressão refere-se a alguém nascido nos Estados Unidos ou que imigrou aos Estados Unidos e seja de ascendentes gregos.

## Totais estatais

### Números
1. New York 159,763
2. California 125,284
3. Illinois 95,064
4. Massachusetts 78,172
5. Florida 76,908
6. New Jersey 61,510
7. Pennsylvania 56,911
8. Ohio 53,547[2]
9. Michigan 44,214
10. Texas 32,319

### Porcentagem
1. Tarpon Springs, Florida 10.40%
2. Campbell, Ohio 9.30%
3. Lincolnwood, Illinois 7.60%
4. Plandome Manor, New York 7.50%
5. Englewood Cliffs, New Jersey 7.20%
6. Allenwood, New Jersey 6.60%
7. South Barrington, Illinois 6.00%
8. Palos Hills, Illinois 5.40%
9. Nahant, Massachusetts 5.30%
10. Alpine (New Jersey); Holiday, Florida; e Munsey Park, New York 5.20%
11. East Marion, New York 5.00%
12. Grosse Pointe Shores, Michigan e Grosse Pointe Township, Michigan; Palos Park, Illinois; e Upper Brookville, New York 4.90%
13. Harbor Isle, New York 4.70%
14. Lake Dalecarlia, Indiana 4.50%
15. Barnum Island, New York 4.40%
16. Peabody, Massachusetts 4.30%
17. Livingston Manor, New York e University Gardens, New York 4.20%
18. Oak Brook, Illinois 4.00%
19. Dracut, Massachusetts 3.90%
20. Harwood Heights, Illinois e Oyster Bay Cove, New York 3.80%
21. Fort Lee, New Jersey; Hiller, Pennsylvania; Ipswich, Massachusetts; Long Grove, Illinois; Oakhurst, New Jersey; e Yorkville, Ohio 3.70%
22. Broomall, Pennsylvania; Garden City South, New York; Norwood Park, Chicago, Illinois (bairro); e Plandome, New York 3.60%
23. Flower Hill, New York; Manhasset, New York; Monte Sereno, California; Norridge, Illinois; Palisades Park, New Jersey; Palos Township, Cook County, Illinois; e Windham, New York 3.50%
24. Morton Grove, Illinois; Terryville, New York; e Wellington, Utah 3.40%
25. Banks Township, Carbon County, Pennsylvania; Harmony Township, Beaver County, Pennsylvania; Plandome Heights, New York; e Watertown, Massachusetts 3.30%
26. Niles, Illinois e Niles Township, Cook County, Illinois 3.20%
27. Groveland, Massachusetts 3.10%
28. Albertson, New York; Caroline, New York; Graeagle, California; Lynnfield, Massachusetts; Marple Township, Pennsylvania; e Stanhope, New Jersey 3.00%
29. Foster Township, Luzerne County, Pennsylvania; Manhasset Hills, New York; West Falmouth, Massachusetts; Winfield, Indiana; e Worth Township, Boone County, Indiana 2.90%